# Vareškové pleso
Vareškové pleso je menší pleso ve Veľké Studené dolině ve Vysokých Tatrách na Slovensku. Nachází se ve východní části doliny na konci ledovcového karu. Má rozlohu 0,2785 ha, je 117 m dlouhé a 39 m široké. Dosahuje maximální hloubky 1,5 m a objemu 1589 m³. Leží v nadmořské výšce 1834 m.

## Okolí
Pleso se nachází ve Vareškové kotlince. Na jihovýchodní straně vyčnívá nad plesem Slavkovská věžička. Na jihozápadě stoupá Dolinka nad Vareškovým plesom k Slavkovskému sedlu. Západně se na vyšším patře doliny nachází Dlhé pleso. V okolí plesa se nachází kameny, skály, roste tam tráva a v ostrůvcích kosodřevina.

## Vodní režim
Pleso napájí z jihu Zbojnícky potok přitékající z Dlhé pleso. Odtéká na východ částečně pod sutí a je pravou zdrojnicí Veľkého Studeného potoka. Rozměry jezera v průběhu času zachycuje tabulka:
| Rok     | Měření prováděl   | Rozloha ha | Délka m | Šířka m | Hloubka max.m | Objem m³ |
| ------- | ----------------- | ---------- | ------- | ------- | ------------- | -------- |
| 1931–32 | Józef Szaflarski  | 0,305      | 109     | 34      | 2,3           | [ 2 ]    |
| 1961–67 | pracovníci TANAPu | 0,190      | 117     | 39      | 0,6           | [ 2 ]    |
| 2005    | Gregor, Pacl      | 0,2785     | [ 2 ]   | [ 2 ]   | 1,5           | 1589     |

## Přístup
Pleso je přístupné pro veřejnost od 16. června do 31. října po  turistické značce, která prochází nad severním břehem jezera a je přístupná:
- od Rainerovy chaty
- od Zbojnícke chaty kolem Dlhého plesa